# Gare de Kyiv-Dniprovskyi
La Gare de Kyiv-Dniprovskyi (en ukrainien : Київ-Дніпровський), est une gare ferroviaire du Train urbain électrifié de Kiev en Ukraine.

## Situation ferroviaire
Elle est exploitée par le réseau Ukrzaliznytsia.

### Accueil

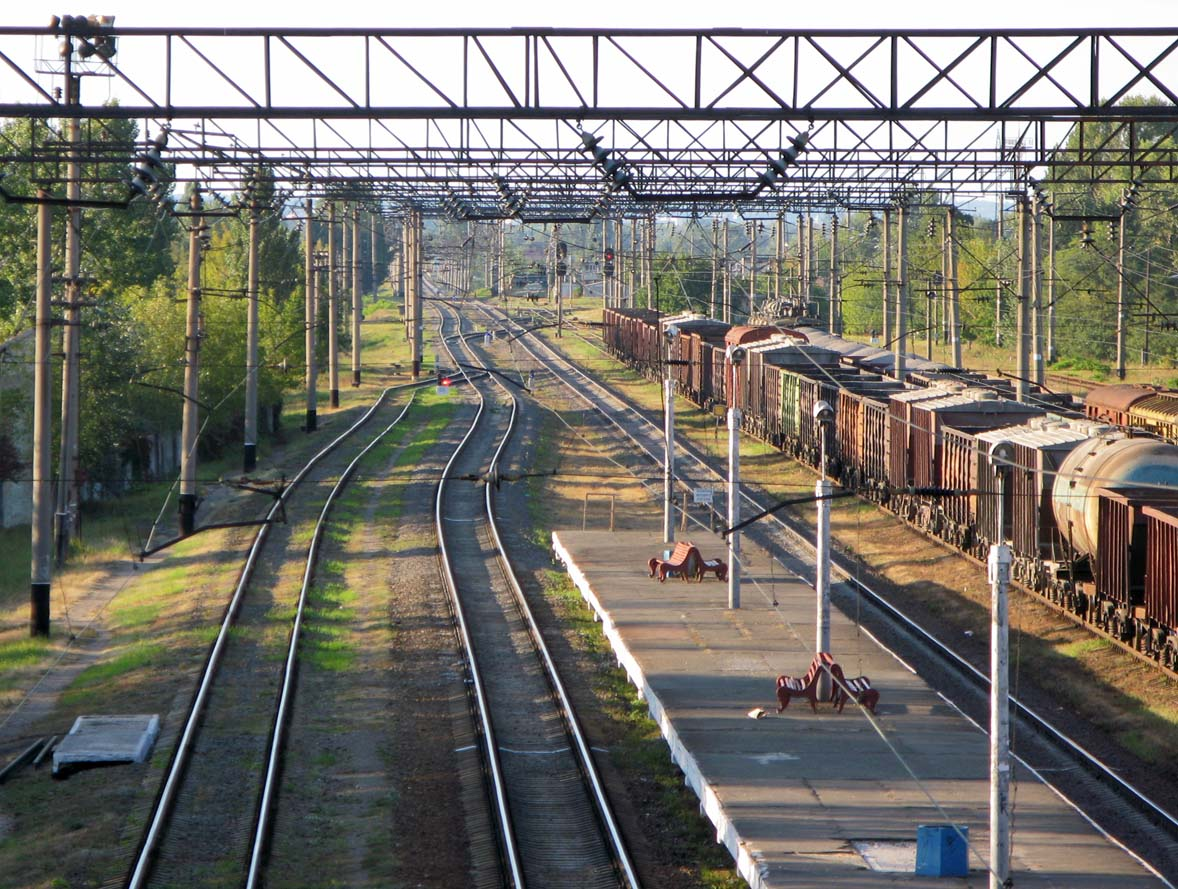
Quais.

## Histoire
Elle est ouverte en 2011.